# Baleira
Baleira ist eine spanische Gemeinde (Concello) mit 1.120 Einwohnern (Stand: 2024) in der Provinz Lugo im Norden der Autonomen Gemeinschaft Galicien.

## Geografie
Baleira liegt im östlichen Bereich der Provinz Lugo, ca. 30 Kilometer östlich der Provinzhauptstadt Lugo.
Umgeben wird Baleira von den sieben Nachbargemeinden:
| Pol         | Ribeira de Piquín                           |                 |
| Castroverde | Kompassrose, die auf Nachbargemeinden zeigt | A Fonsagrada    |
|             | Baralla Becerreá                            | Navia de Suarna |

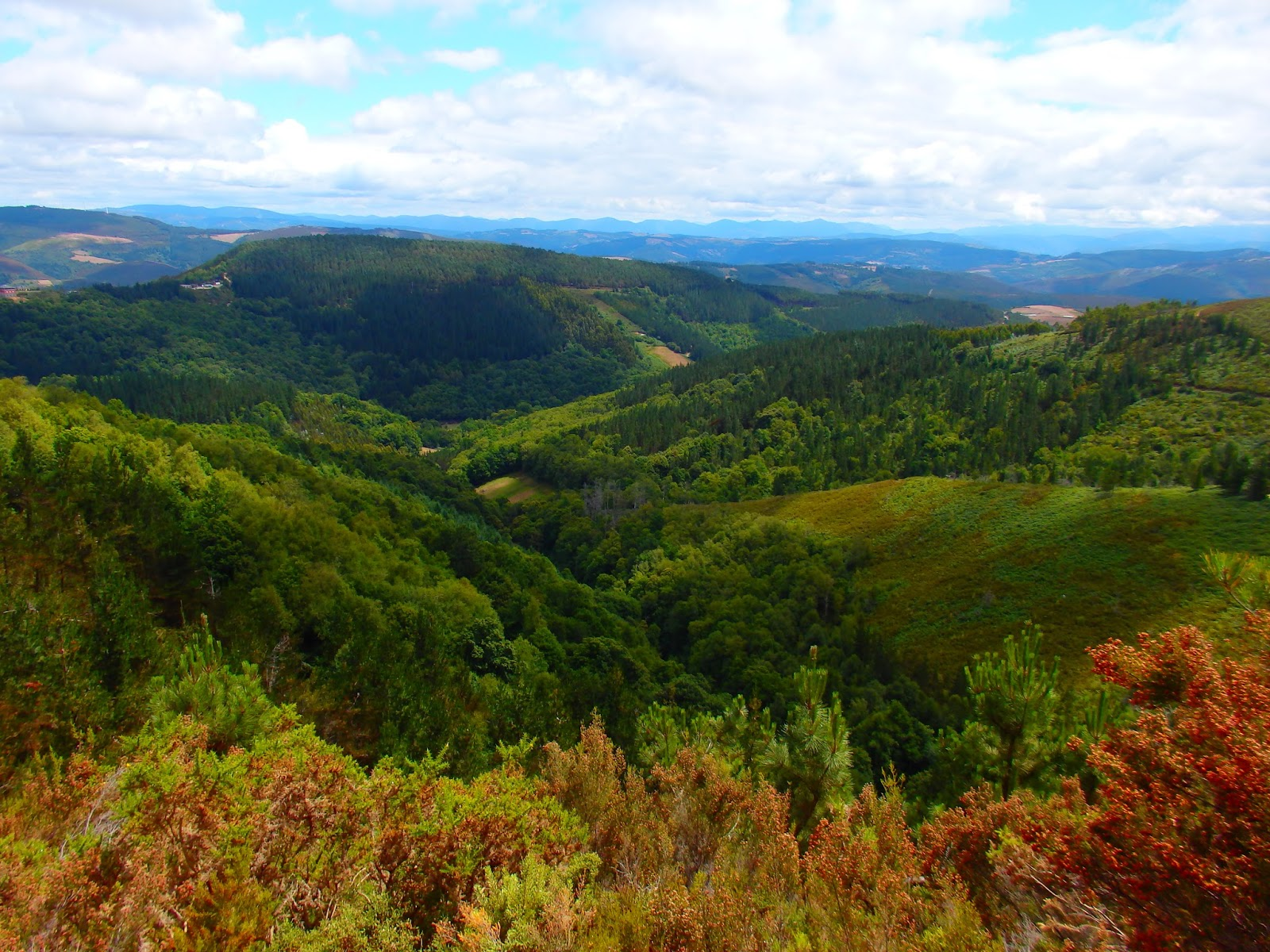
Gebirgslandschaft in Baleira

In Baleira ist das Relief bergig und zerklüftet, mit einer durchschnittlichen Höhe Baleira liegt in der Comarca Fonsagrada und nimmt eine Zwischenposition zwischen der Hochebene von Lugo und den Bergen der Sierras Orientales ein.
von 682 m, obwohl es in den höchsten Bergen El Mirador, La Vaqueriza und Puñago, die an die Gemeinden Pol und Castroverde grenzen, 1000 m erreichen kann, was einen deutlichen Kontrast bildet zwischen den hohen Bergen und den Tälern, die sich über das Baleira-Gebiet erstrecken.
Was die Hydrographie anbelangt, ist die Gemeinde ein Punkt, an dem die Gewässer auseinanderlaufen, da hier die Flüsse Eo und Neira entspringen. Der Fluss Neira hat seine Quelle in der Parroquia A Fontaneira und der Eo in der Parroquia Fonteo. An beiden Orten gibt es ein Erholungsgebiet, das an die Entstehung dieser wichtigen Flüsse erinnert. Zuflüsse dieser Flüsse sind El Muíña, Cubilledo, Córneas, Posada und Martín.
Was die klimatischen Eigenschaften betrifft, so bestimmen die innere Lage und vor allem die Höhenlage den ozeanischen Einfluss. Daher ist die Durchschnittstemperatur niedrig, da es sich aufgrund seiner Höhenlage und seiner Lage im Landesinneren um ein kaltes Klima handelt mit zahlreichen Niederschlägen im Winter häufig in Form von Schnee, was zu einem Bergklima führt. Der Herbst ist die regenreichste Jahreszeit, gefolgt vom Winter. Die Durchschnittstemperaturen schwanken zwischen 8º und 10º.

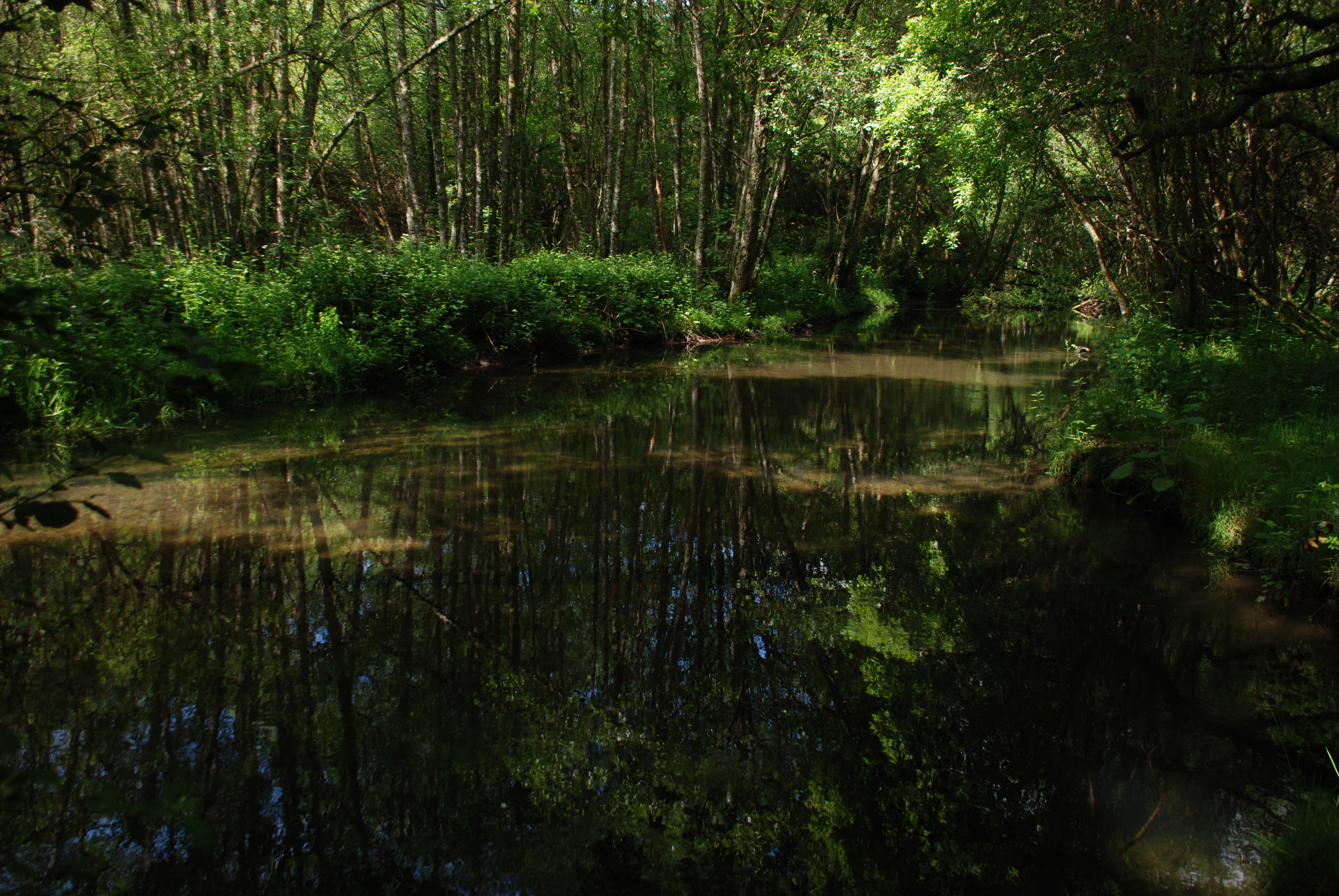
Naturschutzgebiet

Obwohl es zu einer Wiederbevölkerung kam, ist die natürliche Vegetation in den östlichen Bergen ziemlich gut erhalten, wobei der geschützte Naturraum des Marronda-Waldes hervorsticht.
Ein Schutzgebiet des Natura 2000-Netzes mit einer Größe von 1239 Hektar ist im Norden des Gemeindegebiets ausgewiesen.

## Bevölkerungsentwicklung der Gemeinde
Quelle: INE-Archiv – grafische Aufarbeitung für Wikipedia

## Gemeindegliederung
Die Gemeinde Alfoz ist in zwölf Parroquias gegliedert:
| Parroquias   | Patrozinium          | Einwohner 2024 | Fläche km² | Dichte Einw./km² | Höhe msnm | Ortskennzahl |
| ------------ | -------------------- | -------------- | ---------- | ---------------- | --------- | ------------ |
| A Braña      | San Miguel           | 56             | 5,06       | 11               | 0         | 27004010000  |
| Córneas      | Santiago             | 172            | 31,63      | 5                | 562       | 27004020000  |
| Cubilledo    | Santiago             | 66             | 22,86      | 3                | 536       | 27004030000  |
| A Degolada   | San Lourenzo         | 26             | 3,92       | 7                | 630       | 27004040000  |
| A Esperela   | San Pedro            | 279            | 15,70      | 18               | 682       | 27004050000  |
| A Fontaneira | Santiago             | 91             | 20,38      | 4                | 902       | 27004060000  |
| Fonteo       | Santa María          | 47             | 6,81       | 7                | 593       | 27004070000  |
| A Lastra     | San Xoán             | 49             | 7,81       | 6                | 798       | 27004080000  |
| Librán       | Santa Mariña         | 117            | 15,66      | 7                | 658       | 27004090000  |
| Martín       | Santiago             | 68             | 20,29      | 3                | 356       | 27004100000  |
| Pousada      | San Lourenzo         | 115            | 11,29      | 10               | 685       | 27004110000  |
| Retizós      | Santa María Madanela | 67             | 6,99       | 10               | 634       | 27004120000  |

## Geschichte
Die große Anzahl vorhandener archäologischer Zeugnisse in der Gemeinde Baleira spiegelt die Tatsache wider, dass diese Gebiete seit der Vorgeschichte besiedelt waren. Es gibt viele Orte, die die Existenz von Bestattungen aus der Megalithzeit zeigen, wie A Medorra, Castrejo-Siedlungen aus vorrömischer Zeit, wie Castro de Cubilledo, Castro de Degolada, Castro de Córneas, Castro de Valdería usw.
Obwohl wir erst im 19. Jahrhundert Die erste historische Erwähnung der heutigen Stadt Baleira entstand im Zusammenhang mit der Eroberung durch das islamische Weltreich, als im Jahr 813 zur Zeit des Königs Alfons II. von Asturien eine Schlacht zwischen Mauren und Christen in der Parroquia Esperela ausgetragen wurde. Als Andenken wird im alten Rathaus ein Schild aufbewahrt, in dem ein bewaffneter Christ erscheint, der auf die maurischen Soldaten einsticht. Ausgrabungen in der Gegend haben Rüstungen, Kugeln und menschliche Überreste freigelegt. Es ist auch bekannt, dass vor der heutigen Gemeindeteilung in der ehemaligen Gerichtsbarkeit von Baleira mehrere Adlige ihre Herrschaft ausübten, von denen der bekannteste der Graf von Amarante war.
Auch die napoleonischen Truppen hinterließen ihre Spuren in der alten Gerichtsbarkeit des Baleira-Tals, als sie 1809 den englischen General Sir John Moore verfolgten und die Parroquia von Fontaneira in Brand steckten. Die Einheimischen, angeführt von Xosé Páramo y Montesino, einem Nachbarn dieser Ländereien, gelang es, die Eindringlinge loszuwerden, die durch die Dörfer Valdería, Puñago und Pradeda flohen. Dieser Weg ist heute als Camino de los Franceses (Weg der Franzosen) bekannt.

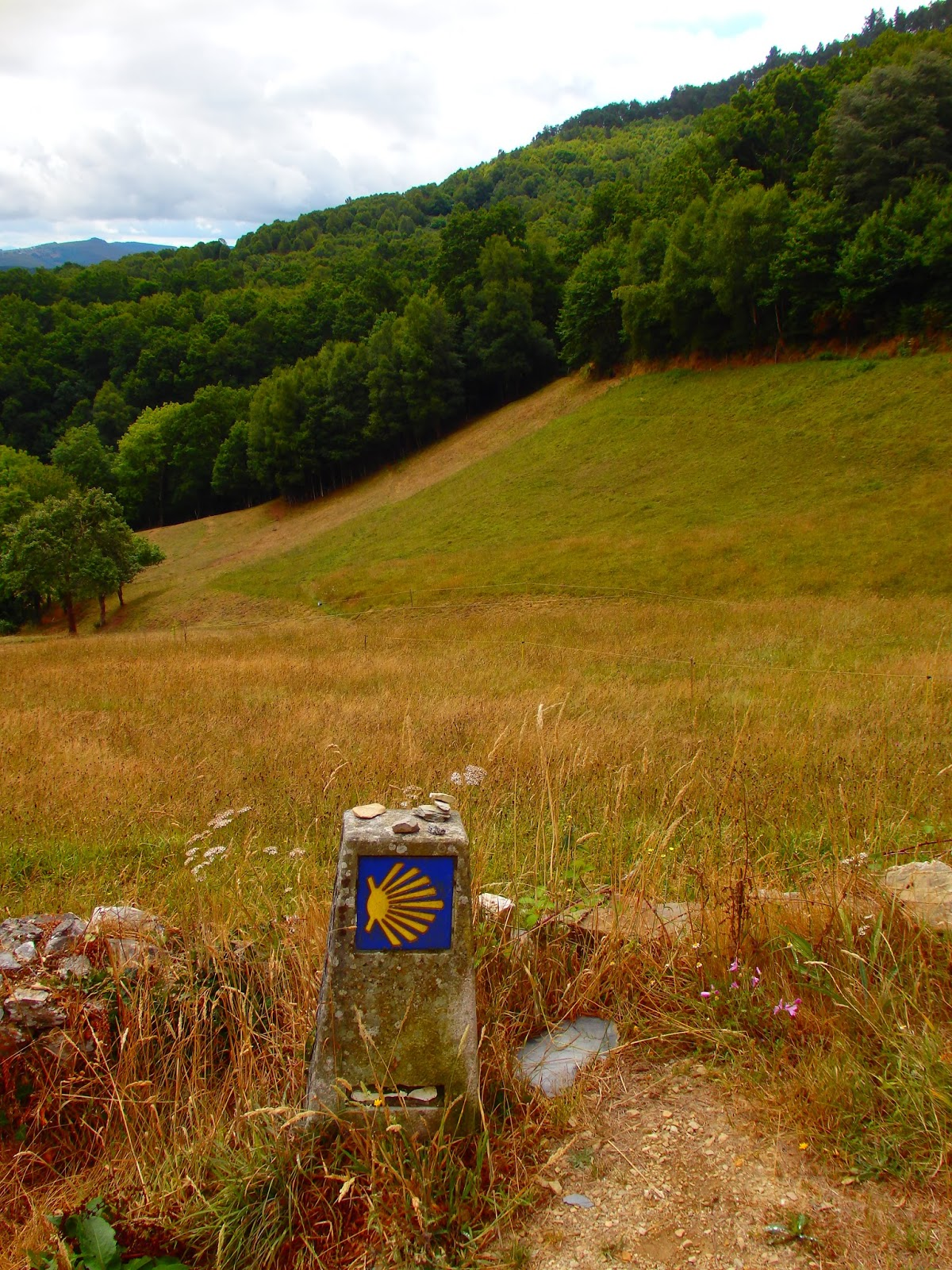
Wegmarkierung in Baleira

## Jakobsweg
Die Gemeinde liegt auf der Wegführung Camino Primitivo des Jakobsweges.

## Wirtschaft
| Ackerbau, Viehzucht und Fischerei                                                  | 133 | 032,76 |
| Industrie                                                                          | 026 | 06,40  |
| Bauwirtschaft                                                                      | 0   | 00,00  |
| Dienstleistungsbetriebe                                                            | 247 | 060,84 |
| Total                                                                              | 406 | 100,00 |
| * Daten aus dem Statistischen Amt für Wirtschaftliche Entwicklung in Galicien, IGE |     |        |

In dieser sehr ländlichen Gegend ist die Landwirtschaft die Grundlage der Wirtschaft, wobei ca. zwei Drittel der Arbeitgeber in diesem Sektor aktiv sind. Die Haupttätigkeit ist hierbei die Viehzucht mit dem Schwerpunkt auf die Rinderzucht, mit landwirtschaftlichen Betrieben, die sich der Produktion von Milch und Fleisch widmen. Die Rinder werden von Schweinen und in geringerem Umfang durch Schafe und Ziegen ergänzt, deren Aufzucht hauptsächlich für den Familienbedarf bestimmt ist.
Eine weitere Einnahmequelle manifestiert sich in der Forstwirtschaft. Der Dienstleistungssektor beschäftigt über die Hälfte der Arbeitnehmer und konzentriert sich auf Handels- und Dienstleistungsaktivitäten am Hauptsitz der Gemeinde, hauptsächlich in Restaurants und kleinen Unternehmen. Der Prozentsatz der Bevölkerung, der dem Industriesektor gewidmet ist, beträgt ca. 5 %.
Die Landstraße LU-530 verbindet Baleira mit A Fonsagrada im Osten und mit der Provinzhauptstadt Lugo im Westen, dort mit Anschluss an die Autovía A-6 von Madrid nach Arteixo.